# 文頓縣 (俄亥俄州)
文頓县（英語：Vinton County）是美国俄亥俄州南部的一個縣，面積1,072平方公里。根據2020年美國人口普查，共有人口12,800人，是全州人口最少的縣。縣治麥克阿瑟（McArthur）。該縣成立於1850年3月23日，縣名紀念代表該州的聯邦眾議員薩繆爾·F·文頓。